# セイボウ科
セイボウ科（Chrysididae）は、膜翅目の科の1つ。この科に属す種をセイボウ（青蜂）と呼ぶ。寄生バチまたは労働寄生種であり、世界中から3000種以上が知られ、多くの場合体にははっきりと凹凸があり、構造色によって鮮やかな美しい金属光沢が現れる。砂漠地帯で最も多様だが、これは通常宿主となるハナバチやカリバチの多様性が高い地域である。いくつかの種は宿主の匂いを真似るなど、寄生性に適応した特徴を持つ。

## 名称

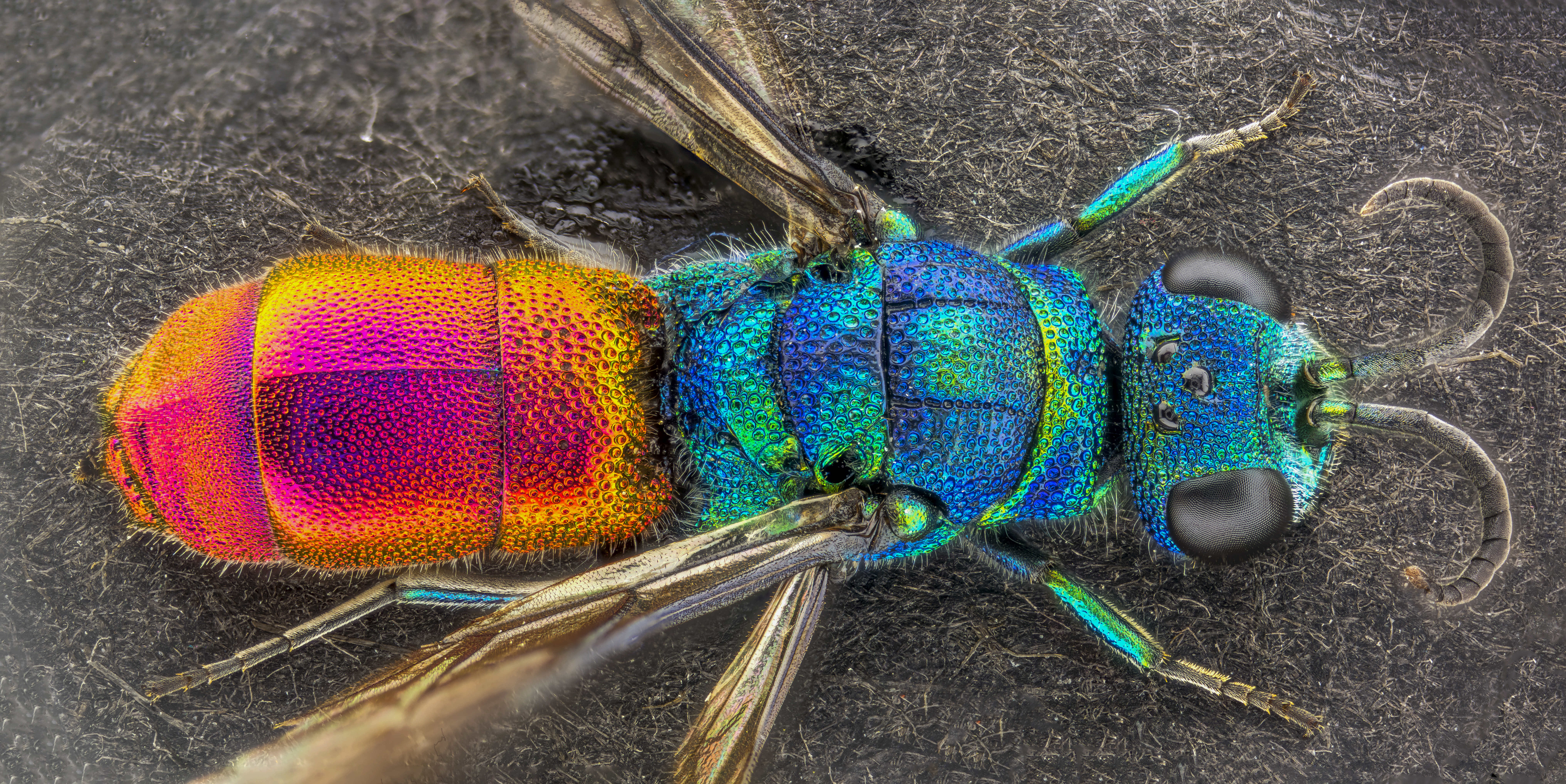
非常に美しい色彩

英名の「Cuckoo wasp (カッコウの蜂)」は、カッコウのように宿主の巣に卵を産みつける生態に由来する。ただしこの名称はミコバチ科の Sapyga louisi など、他の寄生バチにも使用される。
学名の Chrysididae はギリシア語の「chrysis、chrysid- (金の容器、金の刺繍のドレス)」に由来し、光沢のある体に由来する。一般名も同様にその外見に由来し、jewel wasp、gold wasp、emerald wasp、ruby waspなどがある。その他の言語でも「guêpe de feu (フランス語、火のハチ)」、「Goldwespe (ドイツ語、金のハチ)、「goudwesp (オランダ語、金のハチ) 」などと呼ばれる。

## 生態と行動

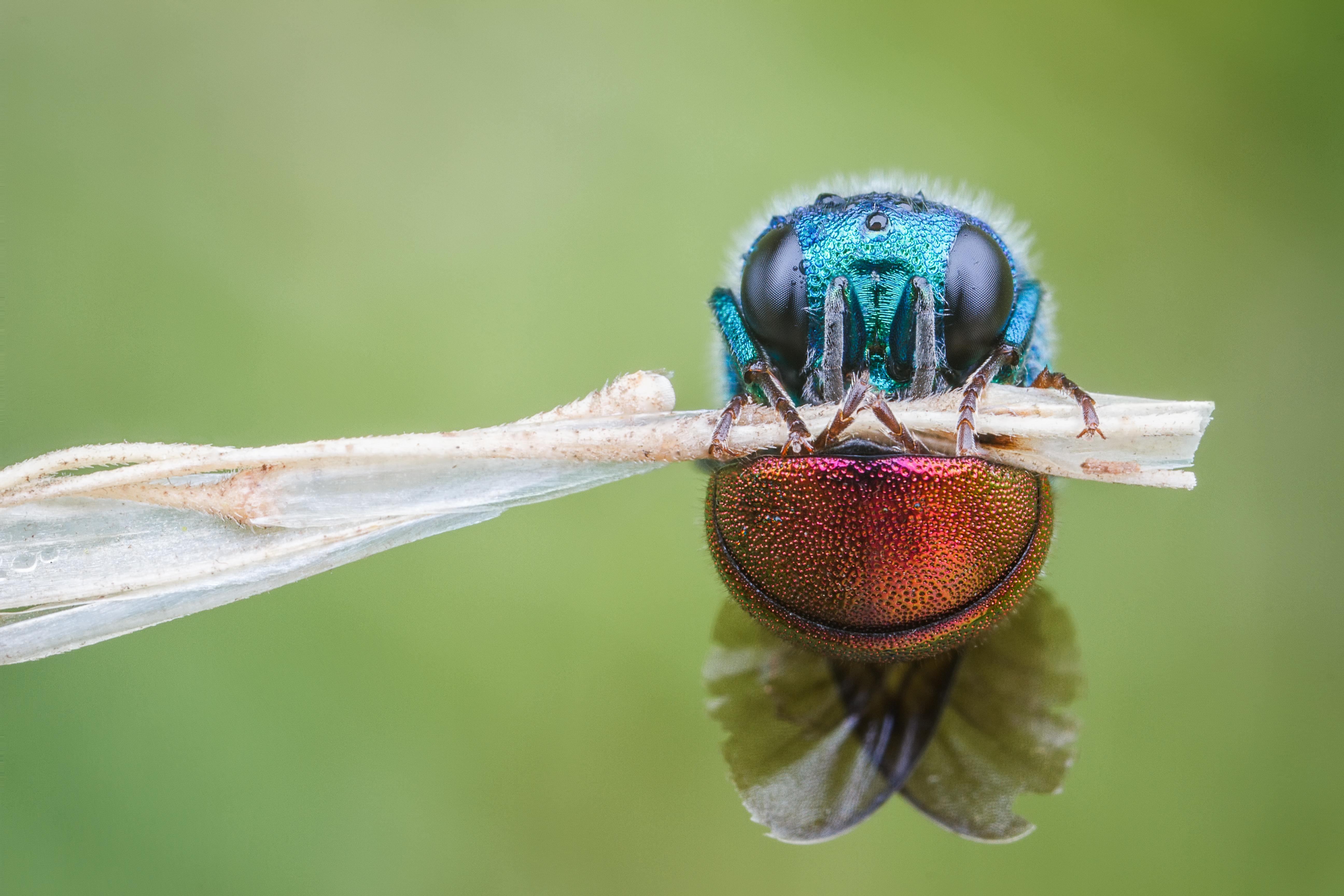
丸まるセイボウ亜科の1種

泥や筒などに巣を作るハチ類（トックリバチ類、ドロバチ類、ハナバチ類、ハキリバチ類など）に寄生する。最大の亜科であるセイボウ亜科は最もよく知られている。腹部は3節しか見えず、4節以降はメスでは産卵のときに伸長して産卵管として機能する。宿主の巣に卵を産みつけ、幼虫は宿主の卵または幼虫を食べてしまい、その後は宿主が自身の幼虫のために与えるはずの餌を食べて成長する。この亜科は下腹部が平らか凹んでおり、襲われた際にはダンゴムシのように丸まって防御する。有剣類なのに針は著しく退化しており刺すことができない。他の亜科はハバチ上科に捕食寄生するか、ナナフシに寄生しており、丸まることはできない。
常に単独で行動し、主に亜熱帯および地中海性気候の夏の最も暑く乾燥した時期に飛翔する。乾燥地域や砂地を好み、多くの種は成虫が休息したり宿主を見つけることができる狭い生息地、例えば裸地や他のハチが巣穴を作る枯れ木などに生息する。一部の種はセリ科、キク科、トウダイグサ科などの花を訪れる。

## 下位分類
属と種は主なものを挙げる。
- ナナフシバチ亜科 (ナナフシヤドリバチ亜科) Amiseginae - 38属150種
- セイボウ亜科 Chrysidinae - 約50属3000種
  - Allocoeliini 族 - 1属10種
  - セイボウ族 Chrysidini - 25属1200種
    - ナミセイボウ属 Chrysis - 1000種以上
      - リンネセイボウ Chrysis ignita

    - イツツバセイボウ属 Praestochrysis
      - イラガセイボウ Praestochrysis shanghaiensis 12-13mm 北海道[10]、本州、四国、九州[11]

    - オオセイボウ属 Stilbum
      - オオセイボウ Stilbum cyanurum 12-20mm 全国[11]

    - ミツバセイボウ属 Trichrysis
      - ミドリセイボウ Trichrysis lusca

  - ツヤセイボウ族 Elampini - 11属250種
  - Kimseyini - 1属1種
  - Parnopini - 3属20種
- セイボウモドキ亜科 Cleptinae - 3属100種
- カブトバチ亜科 Loboscelidiinae - 2属40種

## 進化
化石記録は断片的で、最も古い化石はロシアのアプティアンの地層から発見された。その他の白亜紀の標本は、フランスのアルビアン-セノマニアンの琥珀、モロッコのセノマニアンの石灰岩、ロシアのサントニアンの琥珀、カナダのカンパニアンの琥珀がある。現存する属の最古の化石はバルト海のプリアボニアンの琥珀から発見された。

## 画像

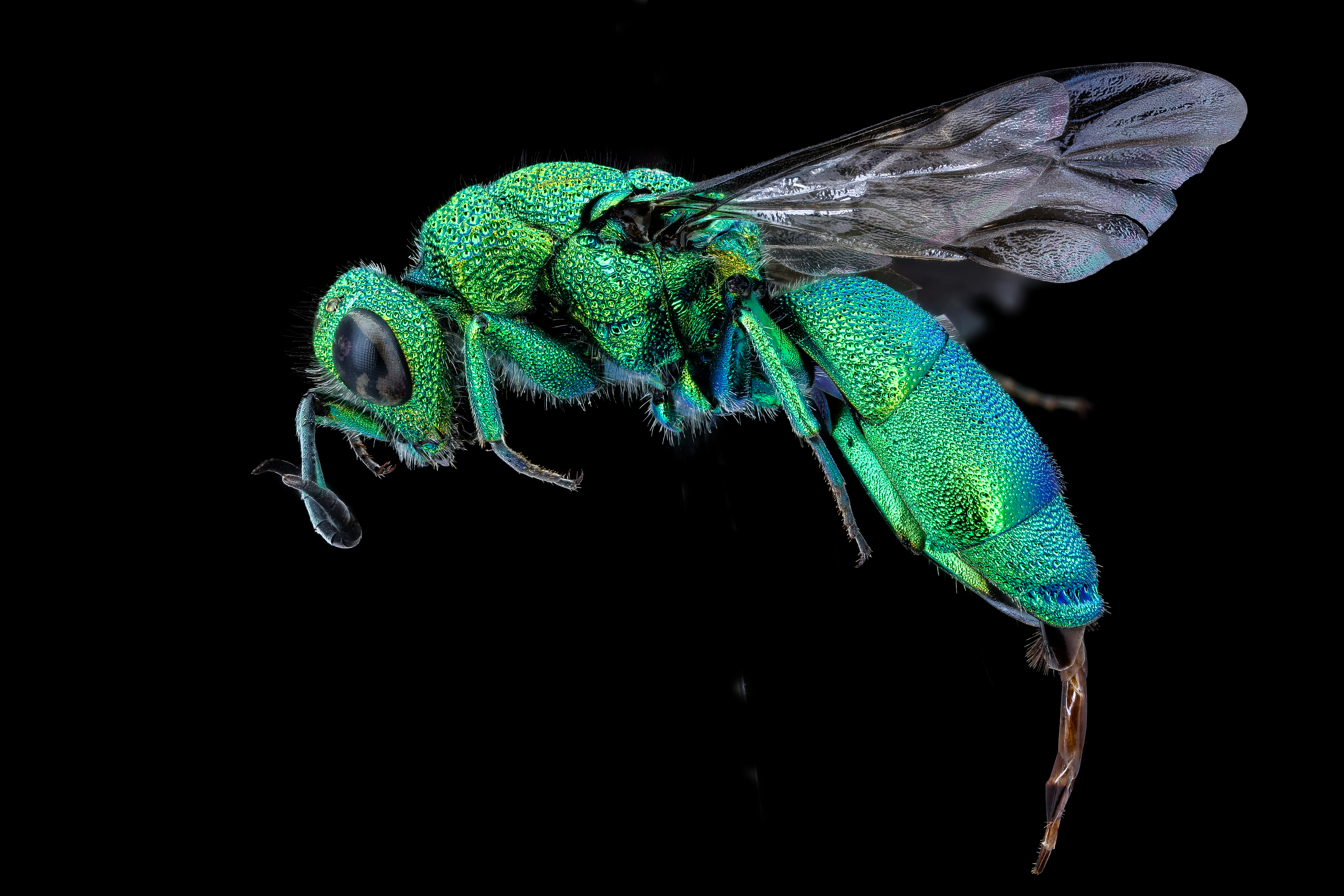
セイボウ科の1種
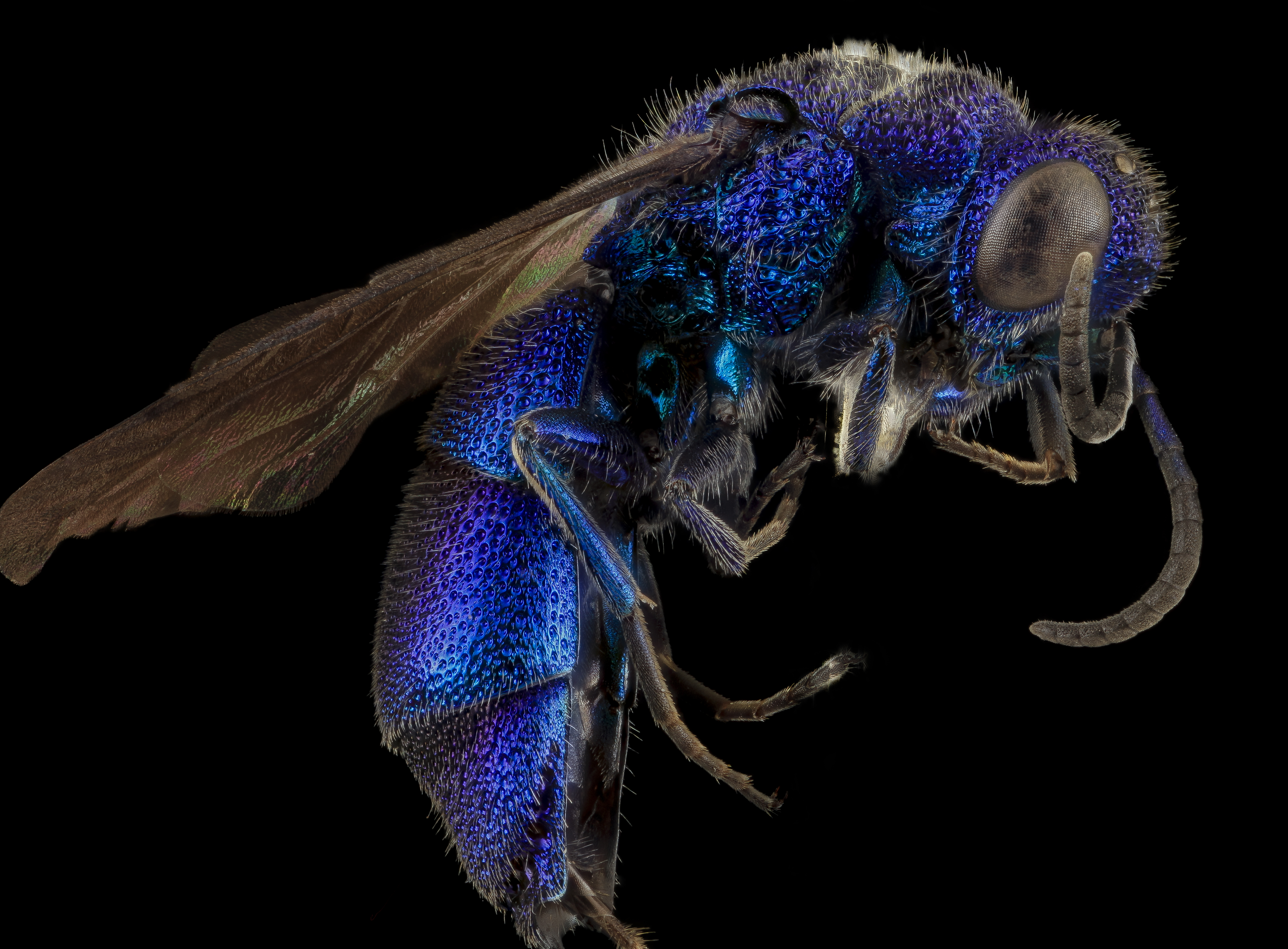
Chrysis pellucidula
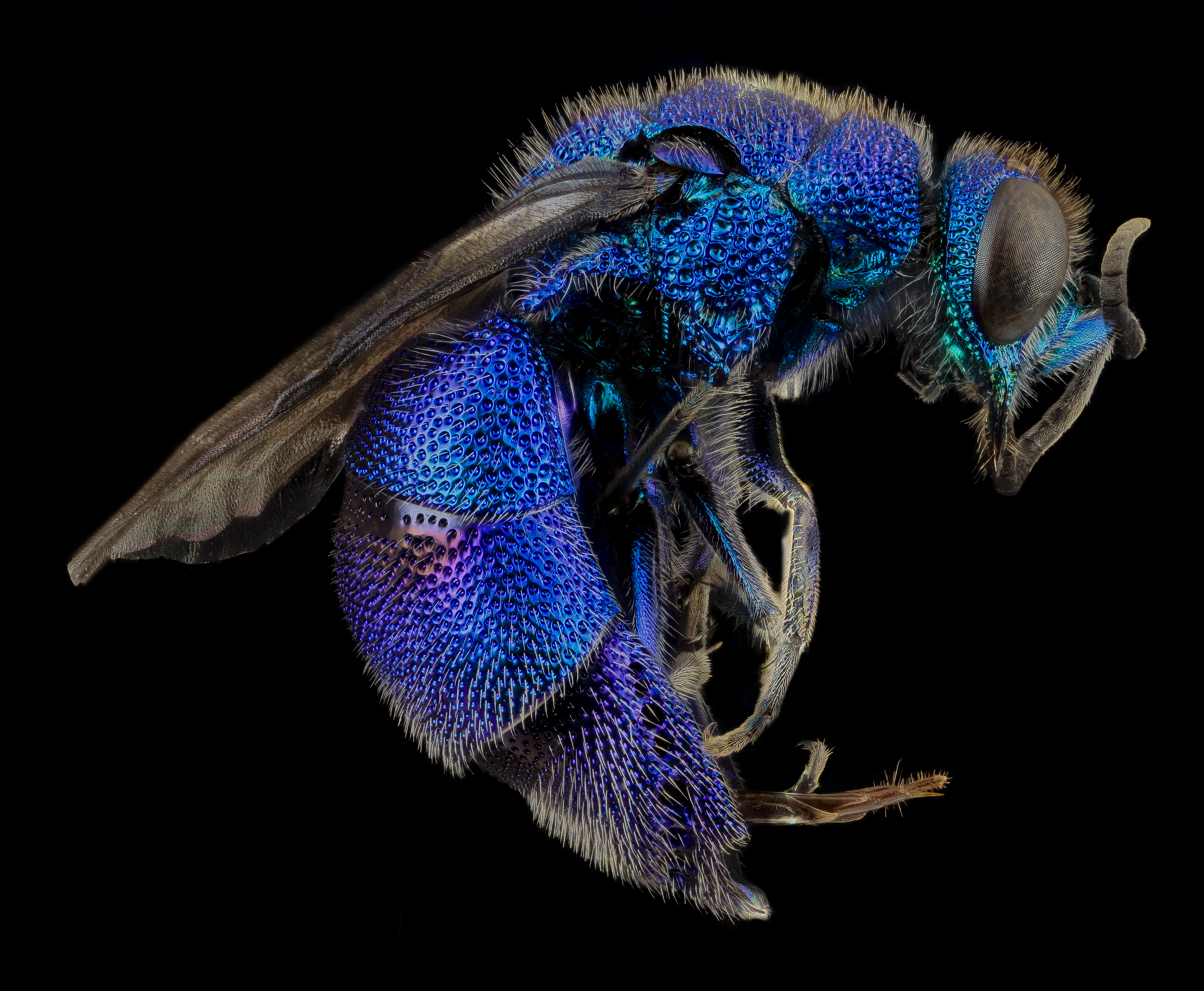
Chrysis conica
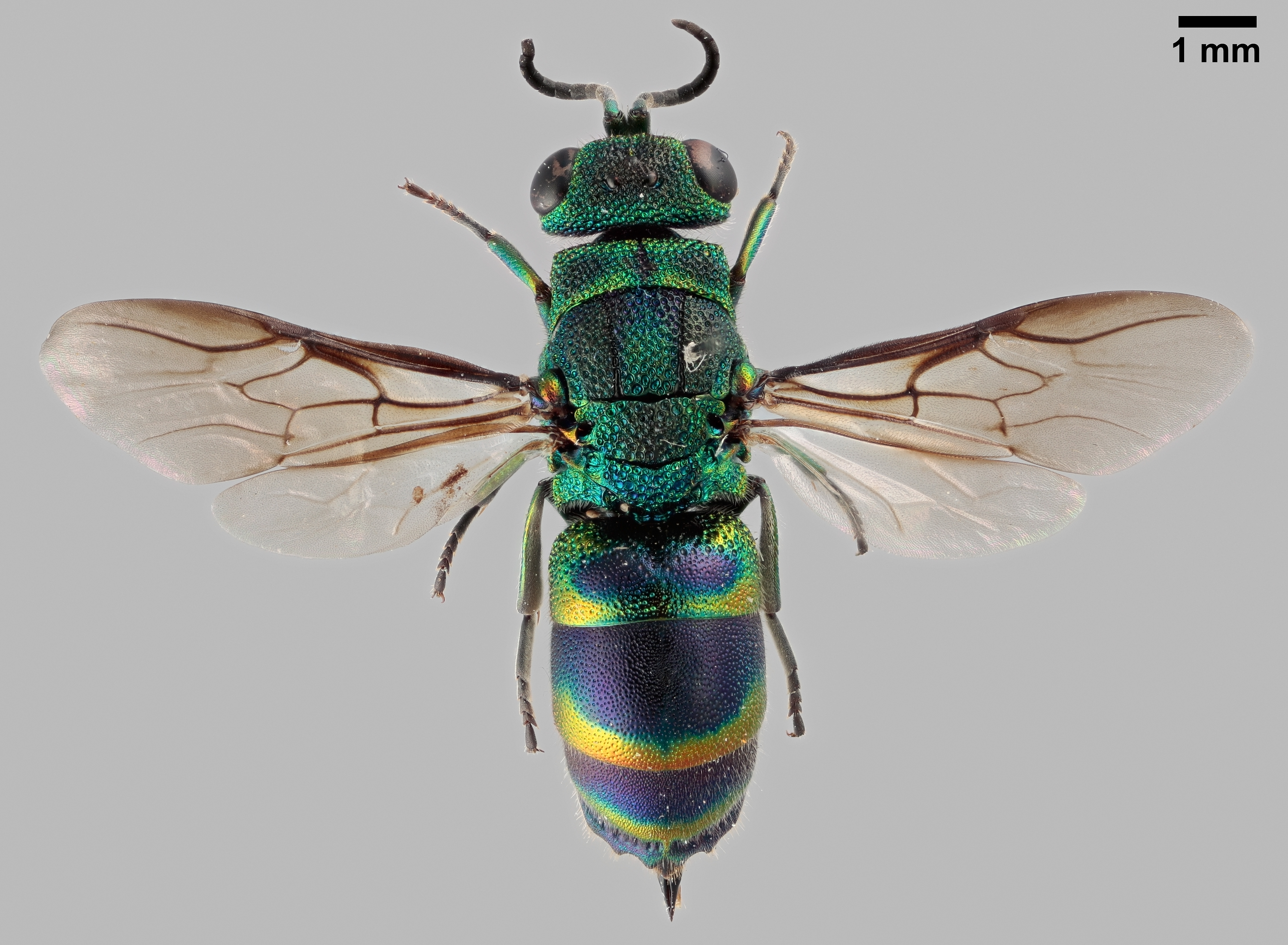
Chrysis equestris
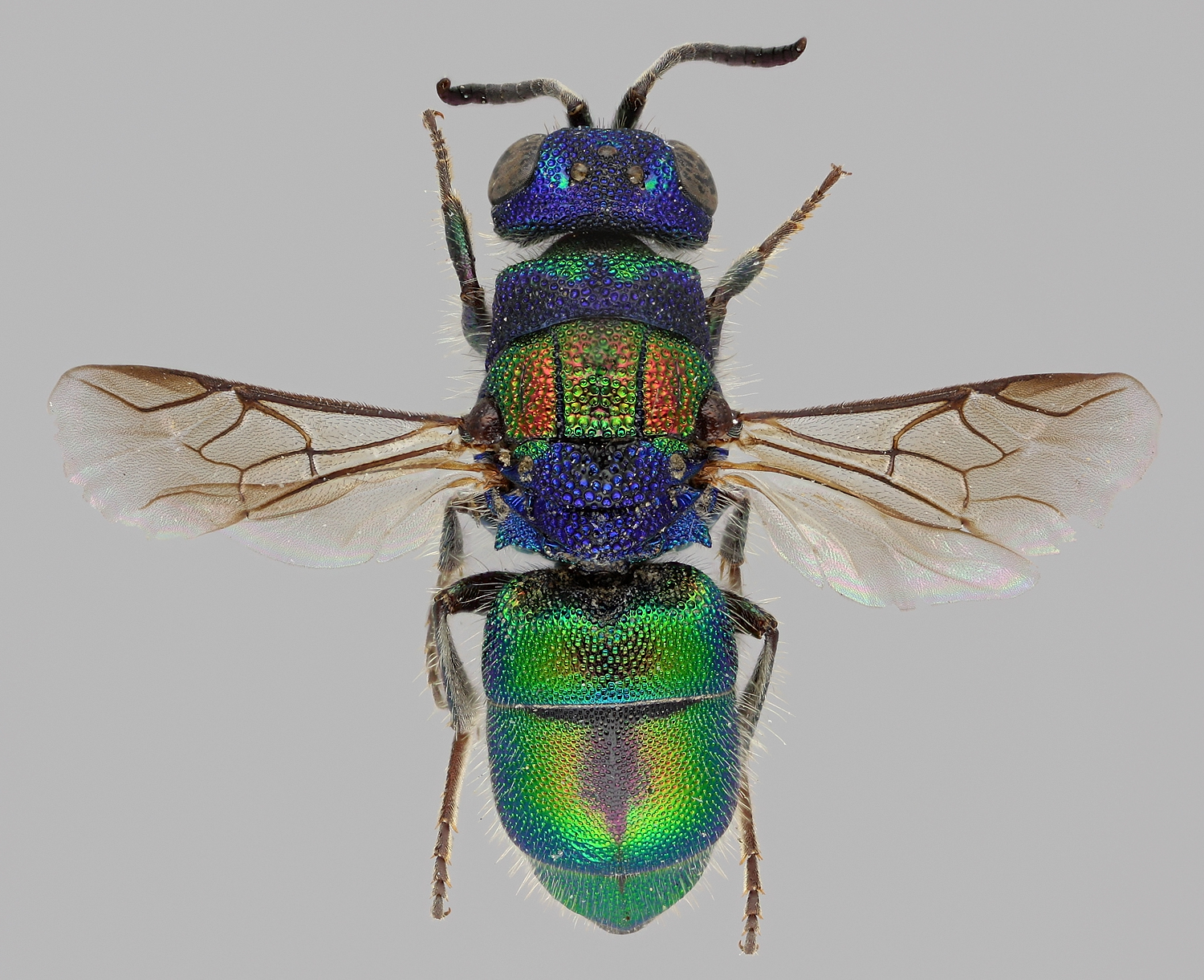
Chrysis bicolor